# Heil
Heil – jednostka osadnicza w Stanach Zjednoczonych, w stanie Dakota Północna, w hrabstwie Grant.